# 승리자에겐 아무것도 주지 말라
《승리자에겐 아무것도 주지 말라》(Winner Take Nothing)는 어니스트 헤밍웨이의 단편집이다. 1932년 투우에 대해 다룬 논픽션 책 《오후의 죽음》 출간 1년 뒤인 1933년 출간되었다.
1933년 10월 27일 찰스 스크리브너스 선스에서 약 20,000부의 초판본을 발간하였다.

## 수록작
- 〈폭풍 후〉(After the Storm)
- 〈깨끗하고 불 밝은 곳〉(A Clean, Well-Lighted Place)
- 〈세상의 빛〉(The Light of the World)
- 〈신이여 신사 제현에게 즐거운 휴식을 주소서〉(God Rest You Merry, Gentlemen)
- 〈바다의 변화〉(The Sea Change)
- 〈당신이 결코 갈 수 없는 길〉(A Way You'll Never Be)
- 〈여왕의 어머니〉(The Mother of a Queen)
- 〈한 독자의 편지〉(One Reader Writes)
- 〈스위스에 경의를〉(Homage to Switzerland)
- 〈하루 동안의 기다림〉(A Day's Wait)
- 〈시체의 박물관〉(A Natural History of the Dead)
- 〈와이오밍의 포도주〉(Wine of Wyoming)
- 〈도박사와 수녀와 라디오〉(The Gambler, the Nun, and the Radio)
- 〈아버지들과 아들들〉(Fathers and Sons)

## 한국어판 출판 내역
다음은 《승리자에겐 아무것도 주지 말라》의 한국어판 출판 내역이다.
- 《勝利煮에겐 아무것도 주지 마라》. 번역 이가형. 휘문출판사. 1968.
- 《勝利者에겐 아무것도 주지말라》. 번역 김병옥. 대양서적. 1973.
- 《승자는 아무것도 얻지 못한다》. 번역 지소강. 바른번역. 2019. ISBN 9791157272716.

## 참고 문헌
- Oliver, Charles (1999). Ernest Hemingway A to Z: The Essential Reference to the Life and Work (영어). New York: Checkmark Publishing. ISBN 978-0-8160-3467-3.
- 이봉환; 변문균 (2015). “김병철의 헤밍웨이소설 번역작업의 자구 해석적 등가성의 한계”. 《현대영미어문학》 (현대영미어문학회) 33 (3).